# Арден Чо
Арден Лим Чо (енгл. Arden Lim Cho; Амарило, 16. август 1985) америчка је глумица, певачица и манекенка. Позната је по улози Кире Јакимуре у серији Млади вукодлак (2014—2016).

## Биографија
Рођена је 16. августа 1985. године у Амарилу, а одрасла је у Плејну. Ћерка је корејских родитеља. Одрастајући у областима са мало етничких мањина, често се осећала као аутсајдер. Као дете, била је малтретирана и два пута хоспитализована због повреда након физичког напада. Средњу школу је завршила у Епл Валију.
Похађала је Универзитет Илиноиса Урбана-Шампејн са намером да постане адвокат. Тамо је похађала часове драме и заинтересовала се за глуму. Године 2009. дипломирала је психологију, а затим следеће лето провела на медицинском мисионарском путовању у Кенији.

## Филмографија
| Улоге Арден Чо |                       |               |               |              |
| Година         | Српски назив          | Изворни назив | Улога         | Напомена     |
| 2009.          | Место злочина: Њујорк |               | Гахи Пајк     | 1 епизода    |
| 2011.          | Слатке мале лажљивице |               | Пру           | 1 епизода    |
| 2014—2016.     | Млади вукодлак        |               | Кира Јукимура | главна улога |
| 2014.          | Касл                  |               | Кијара        | 1 епизода    |
| 2015.          | Хаваји 5-0            |               | Мија Прајс    | 1 епизода    |